# Barney Solomon
John Charles "Barney" Solomon (Camborne, Cornualla, 1883 – Redruth, 1952) va ser un jugador de rugbi anglès que va competir a principis del segle xx. El 1908 va guanyar la medalla de plata en la competició de rugbi dels Jocs Olímpics de Londres.Era germà del també jugador de rugbi Bert Solomon.